# Perro cobrador

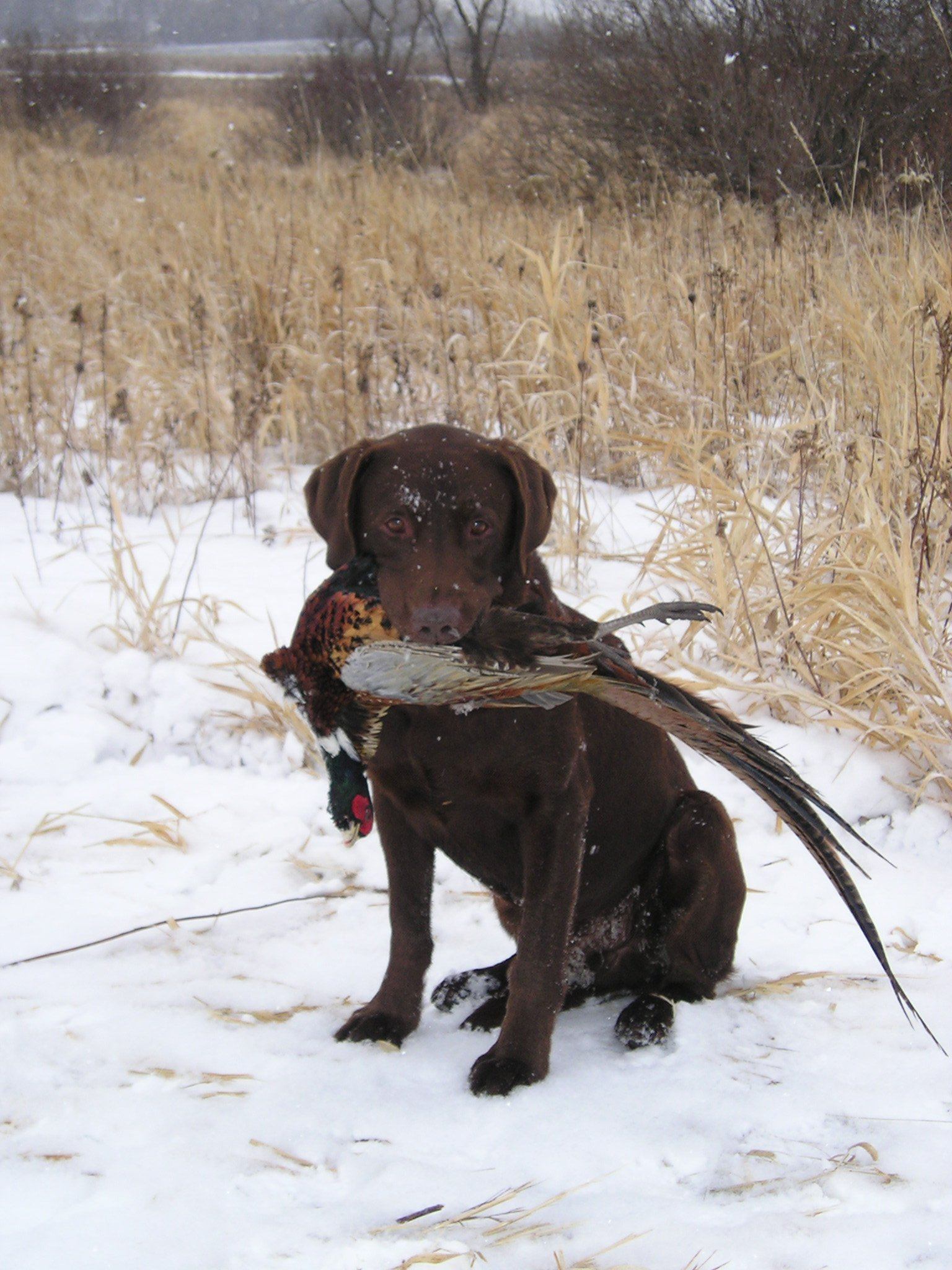
Un labrador retriever chocolate recuperando un faisán.

Un perro cobrador o perro perdiguero (en inglés: Retriever) es aquel tipo de perro de caza que recupera una presa para un cazador. Por lo general, los perros de caza se dividen en tres categorías principales: perro cobrador o perdiguero, perro de aguas y perro de muestra.
Los perros cobradores fueron criados principalmente para recuperar las aves u otras presas y devolverlos al cazador sin ocasionar daños. Aunque los spaniels y otras razas pointer recuperan rutinariamente presas, y muchos perros perdigueros son expertos en la búsqueda de la presa, los cobradores se distinguen en que la recuperación es su función principal y están especializados en la caza de piezas de pluma y en agua. Como resultado, las razas de cobradores son criadas con lo que se conoce, en el argot de cazadores, «boca suave o blanda». Una boca suave se refiere a la disposición de que el perro lleve la presa en su boca sin morderla o jugar con ella.  
La «boca dura» es una defecto grave en un perro de caza y es una costumbre muy difícil de corregir. Un perro con la boca dura hace impresentable la presa o, en el peor de los casos, no comestible.
La voluntad del perro perdiguero de agradar y su capacidad de entrenamiento han permitido la aparición de razas como el Labrador retriever y el Golden retriever, muy populares como perros de asistencia.

## Habilidades
Para llevar a cabo las funciones de un perro cobrador de caza, un cobrador o retriever debe ser entrenado para realizar las siguientes tareas:
- Permanecer bajo control. Los cobradores se utilizan normalmente para la caza de aves acuáticas. Dado que la mayoría de la cacería de aves acuáticas emplea el uso de pequeñas embarcaciones en condiciones invernales, los perros perdigueros están capacitados para permanecer bajo control, sentados tranquilamente y en silencio, hasta que se envían para recuperar. A menudo esto se conoce como «estabilidad». Esto ayuda a evitar un vuelco accidental que alteraría el objetivo del cazador o la posible descarga accidental de un arma de fuego que podría causar daños graves, o la muerte a otras personas de la partida de caza, o para el propio perro. Un perro estable y tranquilo también es capaz de «marcar» la presa derribada.

- Marca de la presa derribada. El marcado es el proceso de ver a un pájaro, o varias aves, caer o ser derribados. Cuando se da el comando «marca» el perro debe mirar arriba a las aves entrantes y recordar en dónde cayó cada ave. A los cobradores o retrievers bien entrenados se les enseña a seguir la dirección del cañón de la escopeta que está apuntando para marcar la caída de las aves. Una vez que la presa cae, el controlador mandará al perro para recuperarla. La capacidad del perro para recordar varias «marcas» es muy importante, y los entrenadores utilizan técnicas varias para mejorar la capacidad de marcar y la memoria de un perro.

- Realizar un recobro ciego. Durante la caza de aves acuáticas, el trabajo principal de un perro es recuperar los pájaros caídos. Hay momentos en que un perro no ve en donde cae la presa. En este caso los retrievers están capacitados para obedecer órdenes de mano, o voz, dadas por el controlador para dirigir al perro a donde la presa ha sido derribada para su recuperación. Esto se llama una «recuperación a ciegas». La precisión entre el perro y el guía es extremadamente útil y deseada con el fin de minimizar el tiempo de recuperación y limitar la perturbación del área circundante. La mayoría de los recobros ciegos en el campo se realizan entre 27 a 75 metros del tiro de la escopeta, sin embargo, un buen equipo retriever/controlador puede realizar recuperaciones ciegas precisas a más de 92 metros.

- Recuperar en mano. Aunque algunos cazadores prefieren tener al pájaro abatido depositado a sus pies, la mayoría de los controladores requiere que el perro entregue la presa en la mano. Lo que significa que una vez que el perro ha completado la recuperación será suave, pero sujetará firmemente el ave hasta que se le ordene liberarla en la mano del controlador. La entrega en mano reduce el riesgo de que un pájaro escape, ya que el ave permanece en la boca del perro hasta que el controlador se apodera de ella.

- Distinción. Durante la cacería se utilizan varios perros, un cobrador debe permanecer bajo control y esperar su turno, mientras que otros perros de trabajo realizan su tarea. Esto es importante ya que tener varios perros cobradores recuperando al mismo tiempo a la misma presa puede causar confusión. Esta es una razón por la que muchos controladores usan el nombre del perro para dar el comando de recuperar.

- Sacudir a la orden. Tras recuperar a la presa, un perro bien entrenado no se sacude el exceso de agua de su piel hasta después de que la entrega del ave es total. Un perro que se sacude el agua de su pelaje en un pequeño bote, en el peor de los casos pone en riesgo de zozobrar la nave en condiciones invernales, y en el mejor de los casos lo más probable es que los cazadores y el equipo de caza se mojen. También un perro que se sacude mientras mantiene a la presa en su boca, podría dañar el ave hasta el punto de hacer que no sea apta para consumir. Para evitar estos contratiempos los entrenadores usan un comando distinto para indicar al perro que puede sacudirse el exceso de agua de su pelo.

- Cuadrante. Los retrievers se utilizan a menudo en papeles secundarios para que hagan volar a las aves. Los perros deben trabajar frente a los cazadores que buscan las aves de caza en sus escondites. El perro debe ser enseñado a permanecer dentro del campo de tiro o cuadrante para evitar hacer salir un pájaro fuera de la distancia de disparo.

- Se mantiene tranquilo frente al tiro de aves en vuelo. Durante la caza de aves acuáticas, el perro debe estar tranquilo mientras las aves emprenden el vuelo o se les dispara mientras vuelan, con el fin de marcar la caída y evitar asustar a otras aves persiguiendo innecesariamente un pájaro perdido.

Aunque la mayoría de los perros perdigueros individualmente tienen la capacidad bruta de ser entrenados como un perro de caza, se le da una gran cantidad de reflexión y esfuerzo a la cría de los rasgos específicos deseados en perros de campo, lo que mejora en gran medida el proceso de formación. Cuando se crían perdigueros de cobro para el trabajo de campo se tiene en cuenta:
- Obediente. Producir un perro bien entrenado capaz de realizar las tareas descritas anteriormente requiere una cantidad significativa de tiempo y esfuerzo, y un perro que es inteligente, controlable y abierto al aprendizaje —dócil— es de suma importancia.

- Deseo y empuje. Esta característica(s) cubre una amplia gama de comportamientos exhibidos por un «buen perro». Lo más notable es que va a demostrar el deseo de recuperar casi hasta el punto de un comportamiento maníaco y se enfrentará a obstáculos significativos para hacer una recuperación. También demostrará un interés excepcional en las aves, plumas de pájaros y el aroma de aves.

- Marcado y memoria. La vista y la percepción profunda son de vital importancia en la habilidad del perro para marcar la presa derribada. Recordar cada ave caída también es fundamental. Aunque hay técnicas especiales que los entrenadores de retriever utilizan para ayudar a un perro a marcar y recordar presas derribadas, un buen retriever debe tener aptitudes naturales.

- Nariz. Los perros son dirigidos principalmente por su nariz. Un buen retriever hará uso de su nariz para encontrar la presa bien escondida en bosques espesos o venteará el aire para saber en donde ha caído en un campo o lago.

- Boca 'blanda'. Se necesita un perro que sea suave con la boca para asegurarse de que la presa recuperada sea apta para comer. Un perro con la boca blanda será suave al recoger y mantener el ave. Los perros que innecesariamente dejan caer a los pájaros, los trituran, los mastican o se comen el ave antes de entregarla al controlador son considerados «duros con la boca» o se describen como con «problemas en la boca». Mientras que el entrenamiento puede ayudar a superar la mayoría de los «problemas de la boca», es deseable un perro con una boca blanda inherente al iniciar el proceso de adiestramiento.

- Fortaleza. La caza de aves acuáticas es un deporte de clima frío que se realiza en una amplia variedad de lugares y condiciones, desde, por ejemplo en EE. UU., los bosques en el sur, hasta los estanques cubiertos de hielo en el medio oeste o los frígidos mares helados a lo largo de la costa de Nueva Inglaterra. Un buen perro perdiguero volverá de buen grado a entrar en el agua y hará múltiples recobros bajo estas y otras condiciones extremas.

## Origen

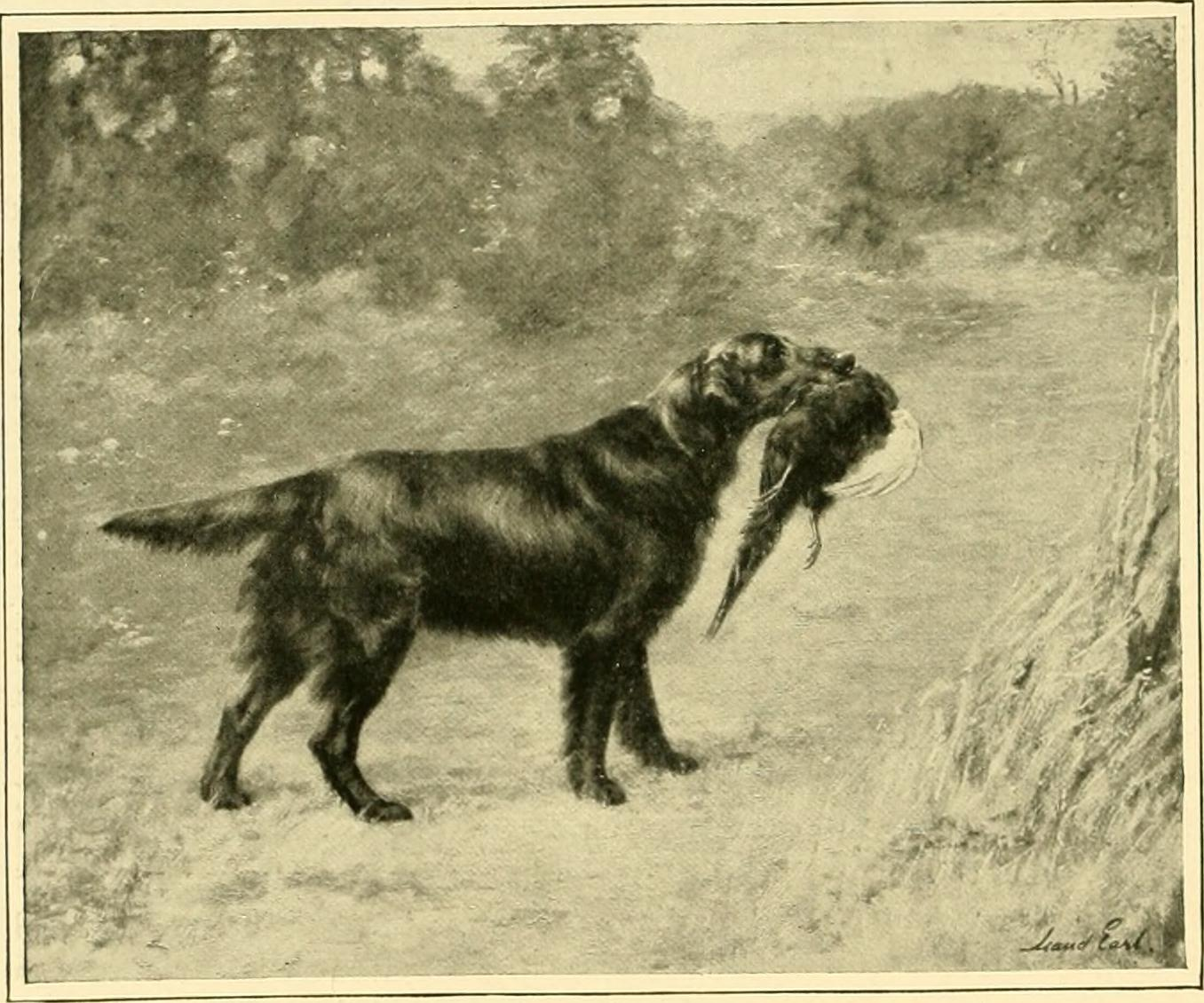
Ilustración en The new book of the dog (1911).

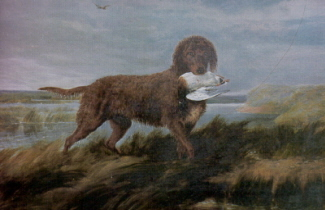
Un Tweed Water Spaniel en una pintura de John Carlton, 1864.

Se considera que las razas retriever tienen un origen común en las razas caninas extinguidas St. John's Dog y Tweed Water Spaniel. Este último era un equivalente British del water dog y era similar al Irish Water Spaniel, pero era de constitución más corpulenta. También se le conoce como el Tweed Spaniel y el Old Water Spaniel (también ha existido un Large Rough Water Dog en las islas británicas).
El perro de aguas de San Juan (St John´s water dog), llamado así por la capital de Terranova y Labrador San Juan (St John's), también se conoce como Perro de aguas negras y Perro labrador y se ha descrito como la más pequeña de las dos razas de perro de Terranova. Tenía una "cola de nutria" baja como el Labrador Retriever y estaba disponible con pelaje ondulado más corto y más largo. Se utilizaba como perro perdiguero para cazar patos y por pescadores para recuperar artículos.
Junto con el Terranova, el Perro de San Juan es la única raza canina ártica que no era del tipo Spitz. Sus antepasados debieron de llegar a Norteamérica con la emigrantes europeos. Las razas que se suelen mencionar son el braquehund Perro de San Huberto (es decir, el antepasado del sabueso, Chien de Saint-Hubert, antiguamente sabueso inglés) y los perros de pastoreo negros llamados coalies (para el color, compárese Collie (varias acepciones)). Según otra teoría, los pescadores portugueses, que empezaron a faenar frente a Terranova ya en el siglo XVI, habrían traído consigo ejemplares del perro moloso Cão de castro laboreiro más ligero. Esta teoría se basa en el parecido visual entre el Labrador Retriever y esta raza, pero no hay pruebas de que los pescadores llevaran al mar montañés y Perro pastor, sobre todo porque los portugueses utilizaban otro perro cobrador para la pesca, el Perro de agua portugués. Sin embargo, el Cão de castro laboreiro, una de las razas caninas más antiguas de la península ibérica, tiene una importante característica en común con el Labrador, además de su aspecto, y es el rasgo dominante cuando se cruza con otras razas.
En los siglos XVII y XVIII, muchos perros de San Juan se exportaban a Gran Bretaña como ingreso extra para pescadores y navieros. En la década de 1880, se introdujeron en Terranova elevados impuestos sobre los perros y se prohibió su tenencia en las islas de la provincia, lo que llevó a la diezma y posterior desaparición de la raza. Al mismo tiempo, las nuevas normas de cuarentena para evitar la propagación de la rabia dificultaron la exportación de perros al Reino Unido.
Los cruces con otras razas también influyeron en el desarrollo de las características especiales del perdiguero: se utilizaron pointers y setters para aumentar la velocidad y el estilo al explorar el terreno; perros de pastoreo para mejorar la capacidad de adiestramiento y la direccionalidad; y probablemente sabuesos para mejorar el sentido del olfato.

## Entrenamiento
Un entrenamiento adecuado es esencial para desarrollar las habilidades naturales de los perros cobradores y garantizar que desempeñen su función de manera eficiente en la caza, en competencias de trabajo de campo o como perros de servicio.
La base del entrenamiento de un perro cobrador comienza con la obediencia básica. Comandos como "sentado", "quieto", "ven" y "junto" son esenciales para mantener el control en el campo. Las técnicas de refuerzo positivo, como las recompensas y los elogios, ayudan a reforzar los comportamientos deseados. La socialización temprana con personas, entornos y otros animales garantiza que el perro se mantenga tranquilo y concentrado en diferentes situaciones.
Una vez que el perro cobrador domina la obediencia, comienza el entrenamiento de recuperación. Un método común es utilizar un señuelo o "bumper", enseñando gradualmente al perro a buscar y devolver el objeto. Los comandos "sujeta" y "suelta" son cruciales para garantizar que el perro recupere y entregue la presa correctamente. La recuperación en el agua se introduce en entornos controlados para ayudar al perro a familiarizarse con la natación y la recuperación en lagos o ríos.
El entrenamiento avanzado de los perros cobradores se enfoca en desarrollar disciplina, precisión y resistencia. Se les enseña a responder a comandos con silbato para un mejor control direccional, lo que ayuda a localizar y recuperar la presa a distancia. La recuperación a ciegas, en la que el perro recupera un objeto que no ha visto caer, requiere entrenamiento en señales manuales y rastreo por olfato, una habilidad esencial en escenarios de caza real.
Los perros cobradores deben aprender a trabajar junto a los cazadores, manteniéndose quietos hasta que se les ordene recuperar. El entrenamiento para la firmeza les condiciona a permanecer inmóviles a pesar del ruido de los disparos o la presencia de presas. También deben desarrollar una mordida suave para no dañar la presa recuperada. La exposición a condiciones de caza reales, incluidos señuelos, botes y terrenos variados, garantiza que el retriever esté bien preparado para el trabajo de campo.
El entrenamiento de los perros cobradores es un proceso continuo que requiere refuerzo regular. Las pruebas de campo y las competiciones de caza brindan oportunidades para perfeccionar habilidades y evaluar el desempeño. Estas pruebas simulan escenarios de caza reales, evaluando la obediencia, la capacidad de marcaje y la eficiencia en la recuperación.

## Razas
La Federación Cinológica Internacional (FCI) engloba las razas cobradoras (en inglés: retriever) en la sección 1 del grupo VIII, Perros cobradores de caza.
|  |  |  |
|  |  |  |

## Otras razas de perros con habilidad para recuperar animales

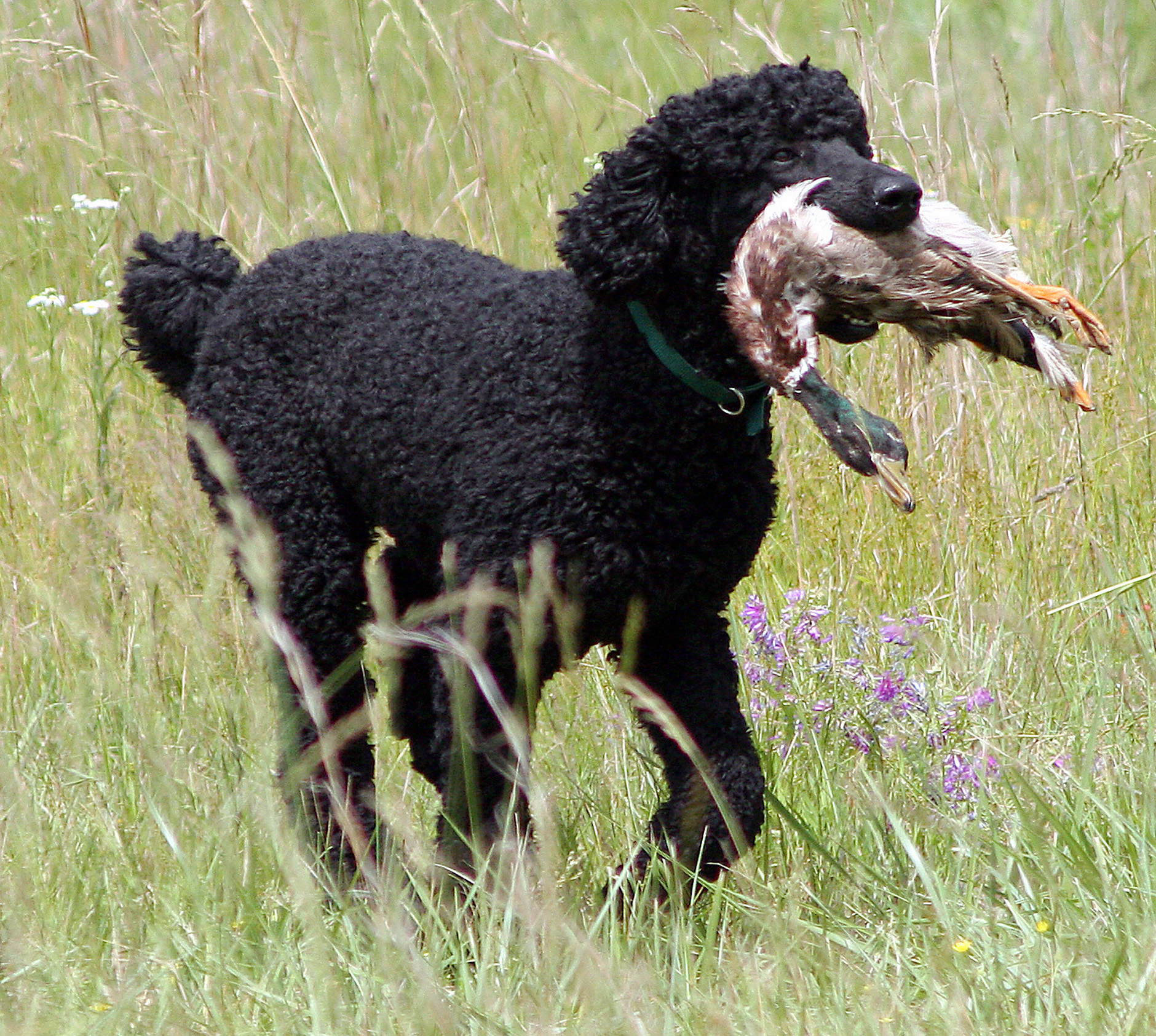
Un caniche estándar negro recuperando un ánade real. Los caniches son una de las razas de perros cobradores más antiguas, criados originalmente para recuperar patos en Alemania y Francia.

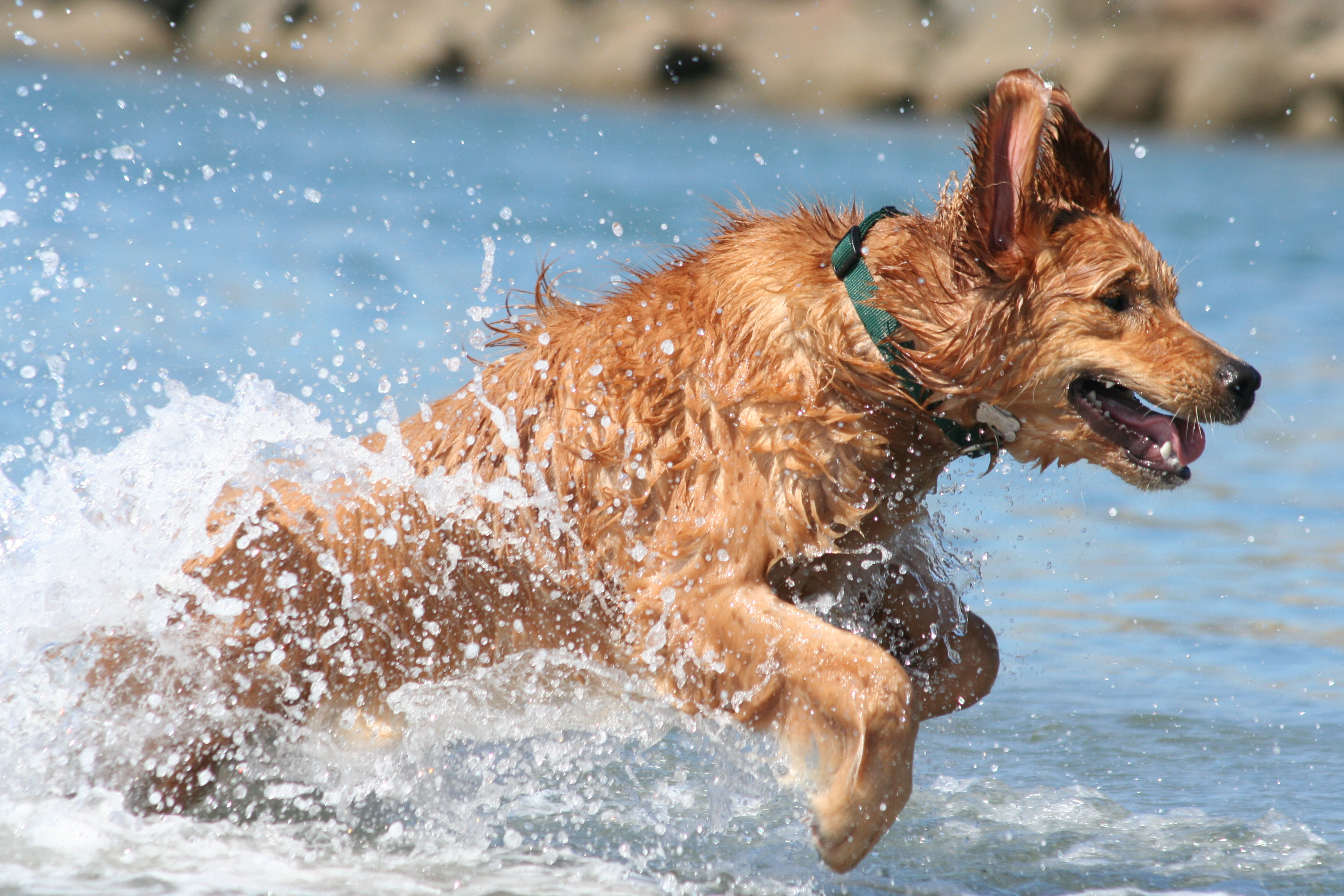
Un golden retriever a la carga. Este perro fue criado originalmente en Escocia para cazar en condiciones pantanosas.

- Cocker Spaniel Americano
- Spaniel de Agua Americano
- Barbet
- Spaniel Boykin
- Cur de Boca Negra
- Blue Lacy
- Brittany
- Spaniel Clumber
- Perro Perdiguero Holandés
- Cocker Spaniel Inglés
- Setter Inglés
- Springer Spaniel Inglés
- Épagneul Bleu de Picardie
- Epagneul Pont-Audemer
- Braco Frisón (stabyhoun/stabij)
- Braco Alemán de Pelo Largo
- Braco Alemán de Pelo Corto
- Braco Alemán de Pelo Duro
- Spaniel de Agua Alemán
- Setter Gordon
- Vizsla Húngaro
- Vizsla Húngaro de Pelo Duro
- Spinone Italiano
- Setter Irlandés
- Spaniel de Agua Irlandés
- Terranova
- Pointer
- Caniche
- Perro de Agua Portugués
- Perro de agua español
- Sussex Spaniel
- Terrier Tibetano
- Weimaraner
- Springer Spaniel Galés
- Grifón de Muestra de Pelo Duro